# Base aérienne de Biên Hòa
La base aérienne de Biên Hòa (en vietnamien : Sân bay Biên Hòa) est une base aérienne de la Force aérienne populaire vietnamienne située à Biên Hòa, à environ 25 kilomètres de Hô Chi Minh-Ville, dans la province de Đồng Nai, dans le sud du Viêt Nam.
La base aérienne était une unité de combat de l'armée de l'air française sous le nom de base aérienne tactique 192 Biên Hòa. Elle fut particulièrement active durant la guerre d'Indochine (1946-1954).
Pendant la guerre du Viêt Nam, la base a été utilisée par la Force aérienne vietnamienne. Les États-Unis l'ont utilisé comme base principale de 1961 à 1973.